# Plutodes nilgirica
Plutodes nilgirica là một loài bướm đêm trong họ Geometridae.